# Microplitis alaskensis
Microplitis alaskensis är en stekelart som beskrevs av William Harris Ashmead 1902. Microplitis alaskensis ingår i släktet Microplitis och familjen bracksteklar. Inga underarter finns listade i Catalogue of Life.